# Polyosma induta
Polyosma induta är en tvåhjärtbladig växtart som beskrevs av John Raymond Reeder. Polyosma induta ingår i släktet Polyosma och familjen Escalloniaceae. Inga underarter finns listade i Catalogue of Life.